# Gustaf Ehrnrooth
Ernst Gustaf Waldemar Ehrnrooth, född 7 december 1898 i Helsingfors, död där 16 september 1983, var en finländsk militär. Han var bror till Adolf Ehrnrooth. 
Ehrnrooth var under vinterkriget stabschef vid III armékåren och blev 1941 chef för Tavastlands ryttarregemente, som han under fortsättningskriget ledde bland annat i reträttstriderna på Karelska näset och i mottistriderna vid Ilomants 1944. Efter kriget var han 1944–1950 chef för Borgå militärdistrikt, för Helsingfors militärdistrikt 1950–1955, blev generalmajor 1955 och var kommendör för Nylands militärlän 1955–1958. Han utgav boken III Armeijakunnan puolustustaistelut Itä-Kannaksella talvisodassa (1949).